# Antiquarium Forense
L'Antiquarium Forense, nome ufficiale Museo del Foro Romano, è uno spazio museale del Foro Romano collocato in alcune sale dell'ex convento di Santa Francesca Romana.

## Descrizione
L'Antiquarium fu creato nel 1900 da Giacomo Boni, che per primo aveva intrapreso scavi nel Foro con metodo stratigrafico, per conservarvi reperti provenienti appunto da tali scavi, nonché le schede accuratissime relative ai singoli livelli esplorati. Nella sistemazione originaria "A ogni reperto archeologico, proveniente dalle varie stratificazioni, fu apposto un numero di inventario, corrispondente alle relative schede di strato. In seguito tale materiale è stato raccolto in appositi scaffali, collocati nell'Antiquarium Forense." (Carnabuci, pag. 19). Comportamento anche questo felicemente innovativo rispetto agli scavi dei primi decenni del Regno d'Italia, condotti spesso "alla garibaldina", per così dire.
Nella scheda del Centro di informazione turistica di Roma Capitale viene descritto come segue:

"Al pianterreno, sono raccolti i materiali provenienti dalle esplorazioni stratigrafiche e dagli scavi del Foro e quelli scoperti dal Bartoli nei pozzi presso il Tempio di Vesta, consistenti in ossa di animali e suppellettile domestica (IX-VII secolo a.C.). Vi sono esposti anche i corredi funerari rinvenuti nelle tombe, la necropoli arcaica, della quale vengono mostrati un plastico, alcune fotografie e disegni e le ricostruzioni di alcune sepolture. In una sala sono collocate le tombe ad inumazione entro tronchi d'albero appartenenti a bambini e riferibili  alla metà dell'VIII-VII sec. a.C., quando nell'area non venivano più seppelliti gli adulti. Appaiono qui per la prima volta ceramiche greche di importazione. Al primo piano, nei due saloni e nella galleria, sono invece raccolti frammenti architettonici e scultorei, tra cui il fregio della Basilica Emilia con la raffigurazione del mito di Enea e delle origini di Roma. Si segnalano inoltre le sculture provenienti dalla fonte di Giuturna e i ritratti imperiali. Nel chiostro infine è esposta una piccola raccolta di epigrafi."
Dopo anni di chiusura per lavori, l'antiquarium ha riaperto nel dicembre 2021 con una mostra dedicata al suo fondatore Giacomo Boni.